# Johannes Brecht
Johannes Brecht (* 1983 in Mutlangen bei Stuttgart) ist ein deutscher Musiker in der elektronischen Musikszene.

## Diskographie (Auswahl)

### Alben
- 2015 Henrik Schwarz – Instruments (Sony Classical) – Orchestra Arrangement
- 2021 10/Picture (Diynamic Music)

### Singles & EPs
- 2013: Johannes Brecht – Holla Ep (Sunday Music)
- 2013: Johannes Brecht – What’s About Ep (Poker Flat Recordings)
- 2013: Johannes Brecht – Freedom Walks Ep (Mule Musiq)
- 2014: Johannes Brecht – Enjoy The Void (BOSO)
- 2015: Johannes Brecht – In My Time Of Dyin (Sunday Music)
- 2015: Johannes Brecht – Nuages (Poker Flat Recordings)
- 2015: Stimming & Johannes Brecht – Stekker Ep (Diynamic)
- 2016: Johannes Brecht – I Am Free (feat. Fetsum) (Diynamic)

### Remixes
- 2013: Fetsum – Letters From Damascus (Johannes Brecht Remix) – Sonar Kollektiv
- 2013: Kuniyuki & Henrik Schwarz – The Session 2 (Johannes Brecht Remix) – Mule Musiq
- 2014: Qbeck feat Nick Maurer – Don’t Let It Fall (Johannes Brecht Remix) – AEON
- 2014: Mayaku – Bushwalking (Johannes Brecht Remix) – Something Happening Somewhere
- 2014: Sasse – Refuse (Johannes Brecht Remix) – Audiomatique Recordings
- 2014: Pitto – Shadows (Johannes Brecht Remix) – Green
- 2015: Embassy Of Joy – Addiction (Johannes Brecht Remix) – Endless
- 2015: Solee – Phoenix (Johannes Brecht Remix) – Parquet Recordings
- 2015: Noir – Let It Go (Johannes Brecht Remix) – Noir Music
- 2015: Simion – Why Don’t You Say (Johannes Brecht Remix) – Hedonism Music
- 2015: Oliver Schories – Fields Without Fences (Johannes Brecht Remix) – SOSO
- 2015: Betoko – Blisters (Johannes Brecht Remix) – Hedonism Music
- 2015: Lydmor & Bon Homme – Dream Of Fire (Johannes Brecht Remix) – Hafendisko
- 2015: Kat Vinter – Islands (Johannes Brecht Remix) – AdP Records
- 2016: Andre Crom – Behind the Glass (Johannes Brecht Remix) – Off Recordings
- 2016: Ost & Kjex – Heart Of Gold (Johannes Brecht Remix) – Diynamic